# Calliphora calliphoroides
Calliphora calliphoroides este o specie de muște din genul Calliphora, familia Calliphoridae, descrisă de Boris Borisovitsch Rohdendorf în anul 1931. Conform Catalogue of Life specia Calliphora calliphoroides nu are subspecii cunoscute.